# Christianisme primitif et armée
Depuis la prédication de Jésus-Christ, au premier siècle, les chrétiens ont entretenu avec la vie militaire des relations contradictoires marquées par des oppositions.
Les relations entre le christianisme primitif et armée peuvent se diviser généralement en deux grandes périodes ; l'une, s'étendant du Ier au Ve siècle, dans le cadre de l'Église primitive, où la prédication chrétienne s'oppose ouvertement et frontalement à l'armée et à tout ce qu'elle implique (violence, meurtres, rapine, viols, idolâtrie), et une seconde période, à partir de la conversion de différents États au christianisme, qui voit des tentatives plus ou moins réussies poussées par les différents souverains et leurs idéologies politiques d'harmoniser la vie chrétienne avec la vie militaire. Pourtant, malgré ces tentatives plus ou moins fructueuses, les auteurs et penseurs chrétiens ont toujours conservé une certaine défiance à l'égard de la vie militaire,.
La question du sacrifice à l'Empereur, souvent soutenue, est relativement accessoire dans ce refus, qui concerne moins le service aux autorités païennes  que le fait de tuer et de servir la vie militaire avant de servir celle de Dieu,.

## Nouveau Testament
Le Nouveau Testament adopte une position extrêmement négative vis-à-vis de la vie militaire. L'interdiction des représailles est absolue, chez les auteurs du Nouveau Testament, et n'est limitée par aucune situation spécifique. Jésus-Christ condamne le fait de se servir d'une arme pour répondre aux armes, dans l'Évangile selon Matthieu, reprenant Pierre qui attaque les gardes venus le saisir, : 

« Alors Jésus lui dit : Remets ton épée à sa place ; car tous ceux qui prendront l'épée périront par l'épée. Penses-tu que je ne puisse pas invoquer mon Père, qui me donnerait à l'instant plus de douze légions d'anges ? »

Ainsi, Paul de Tarse écrit, dans l'Épître aux Romains: 

« Mais, si ton ennemi a faim, donne-lui à manger ; s'il a soif, donne-lui à boire ; car, en faisant cela, tu amasseras des charbons de feu sur sa tête.
Ne te laisse pas surmonter par le mal, mais surmonte le mal par le bien. »

Cette position est répétée dans sa Première Épître aux Thessaloniciens ainsi que par Pierre, dans sa première Épître. La vie pacifique est la vie nécessaire pour un chrétien, chez Paul de Tarse, lorsqu'il donne les premières instructions de fondation de communautés.
Dans la Tradition chrétienne, les militaires convertis par la prédication de Jésus-Christ ou de ses apôtres, comme Longin ou Corneille, quittent la vie militaire pour se consacrer au service de Dieu,,.

## Pratique antique
Les premiers auteurs et Pères chrétiens à se poser la question du service militaire sont assez explicites et toujours très opposés à la question. Ainsi, Hippolyte de Rome écrit, dans sa Tradition Apostolique,, : 

« Si un catéchumène ou un croyant cherche à devenir soldat, il doit être rejeté, car il s'est moqué de Dieu. »

Irénée de Lyon ne cesse de faire des parallèles entre la vie « dissolue » précédant le Christ, qui supposait qu'on tue, et celle vécue par les chrétiens, qui est une attente d'un monde nouveau, dans lequel il n'y a plus de violence, car le Christ aurait changé les glaives en faucilles pour labourer la Terre,.
Origène le suit assez fidèlement dans cette opposition, s'exclamant, dans ses Homélies sur Jérémie : « Maudit celui qui donnera de la valeur aux choses charnelles, celui qui, s'il possède la force corporelle, servira comme soldat. » ou dans ses Homélies sur les Psaumes : « Comme il y a une armure de Dieu, ainsi il y a une	armure du diable, celle dont est revêtu le soldat : la cuirasse de l'injustice, le casque de la perdition, le bouclier de l'incroyance, le glaive de l'esprit mauvais que dégaine le pécheur dont les pieds courent vers l'injustice. Et donc, ils tirent le glaive, parce qu'ils ont le péché à portée de	leur main et sont prêts à le faire, eux qui cachent dans le fourreau du péché le glaive de l'esprit mauvais. »
Si les auteurs grecs condamnent la pratique, les auteurs latins sont paradoxalement les plus opposés à l'armée dans le christianisme primitif. Ainsi, Tertullien consacre un ouvrage entier Sur la Couronne du Soldat (De Corona Militis) à la question. Dans ce traité, il développe les arguments chrétiens contre la vie militaire, qui ne s'arrêtent pas à la condamnation de l'idolâtrie en vigueur dans l'armée romaine à son époque ; il écrit que l'essence même de la participation à l'armée est une idée « païenne et antichrétienne » et « incompatible avec les saintes écritures ». L'un des développements de l'œuvre, au chapitre XI, résume bien ses arguments : 

« Lui sera-t-il permis de vivre l'épée à la main, quand le Seigneur a déclaré que quiconque se servait de l'épée, périrait par l'épée ? Ira-t-il au combat, lui, le fils de la paix, auquel la dispute n'est même pas permise ? Infligera-t-il à autrui les chaînes, la prison, les tortures et les supplices, lui qui ne sait pas venger ses propres injures ? Entrera-t-il aux postes pour autre que pour Jésus-Christ et le jour du Seigneur, quand il ne le fait pas même pour le Christ ? Veillera-t-il devant les temples auxquels il a renoncé ? Soupera-t-il aux lieux qu'interdit l'Apôtre? Ceux qu'il a mis en fuite le jour par ses exorcismes, les défendra-t-il la nuit, s'appuyant et se reposant sur la lance avec laquelle a été percé le côté de Jésus-Christ ? Portera-t-il l'étendard rival du Christ ? Demandera-t-il la livrée du prince, celui qui a déjà reçu celle de Dieu ? Le mort qui attend la trompette de l'ange pour se réveiller sera-t-il troublé par la trompette qui réveille le soldat ? Le Chrétien sera-t-il brûlé, d'après la discipline du camp, lui auquel il n'est pas permis de brûler, et à qui le Christ a remis la peine du feu? Combien d'autres actes dans le service militaire, qui ne peuvent être attribués qu'à la prévarication ! N'est-ce pas déjà une prévarication que de s'enrôler du camp de la lumière dans le camp des ténèbres ? 
Toutefois, autre chose est de ceux que la foi est venue trouver plus tard sous le drapeau : ainsi de ceux que Jean admettait au baptême; ainsi des fidèles centurions que Jésus-Christ approuve et que Pierre catéchise, pourvu cependant qu'après avoir embrassé la foi, et s'être engagé à la foi, on quitte l'armée, comme plusieurs l'ont pratiqué. »

Tertullien est loin d'être le seul auteur latin à s'opposer à cette pratique, Arnobe et Lactance s'y opposent frontalement à la même époque, dans des termes relativement similaires, le troisième allant jusqu'à s'opposer aux arguments que l'Empire fournissait pour servir dans l'armée dans ses Institutions divines et rappelant que le service militaire ou la peine de mort sont inconcevables sous toutes circonstances, du point de vue chrétien : 

« Ainsi, le juste ne pourra pas servir dans	l'armée, lui dont le service est celui de la justice, précisément ; il ne pourra pas non plus faire condamner quelqu'un à la peine capitale : tuer par l'épée ou d'un mot, c'est tout un, puisque c'est l'acte même de tuer qui est défendu. C'est pourquoi il ne faut faire absolument aucune exception à ce précepte divin : on ne peut empêcher qu'il soit toujours sacrilège de tuer un homme, puisque Dieu a voulu qu'il fût un être sacré et inviolable. »

De plus, Cyprien de Carthage considère que tous les meurtres se valent et que tuer à la guerre n'est rien d'autre qu'un meurtre dissimulé par la cruauté des États. Il écrit, dans son chapitre VIII de À Donat, concernant le monde païen :  

« L'univers ruisselle d'un sang fraternel et	 l'homicide, quand il est pratiqué par de simples particuliers est un crime, mais on l'appelle action valeureuse quand on l'accomplit au nom de l'État. Pour l'impunité, ce n'est pas la considération de l'innocence qui l'obtient aux forfaits mais l'étendue de la cruauté. »

Parallèlement aux écrits de Pères de l'Église, de nombreux saints chrétiens refusent de servir dans l'armée ; c'est le cas de Maximilien de Theveste qui refuse d'être enrôlé dans le service militaire en déclarant, : « Je ne peux pas servir dans l'armée, je suis chrétien, je ne peux commettre un péché. S'il y a des chrétiens qui le font, qu'ils fassent, je suis chrétien, et je ne peux commettre aucun mal. »
C'est aussi le cas de Martin de Tours, qui s'oppose à son supérieur après sa conversion : « Moi, je suis soldat du Christ, il ne m’est plus permis de combattre. » ou de l'ermite Jonas, cité par la Vie d'Hypatios de Callinicos, qui quitte l'armée quand il devient chrétien : « Jusqu'à ce moment je vous ai servi, mais à partir d'aujourd'hui je sers le Christ. Permettez-moi de quitter le service militaire. Sinon, vous pouvez brûler votre serviteur. Car je ne peux pas agir autrement. »

## Conversion des États et premières tentatives d'harmonisation
Après la croissance exponentielle du christianisme dans l'Empire romain et dans l'Empire sassanide, ; sans que les persécutions ne semblent pouvoir l'interrompre, ni dans l'un, ni dans l'autre, les pouvoirs politiques choisissent une méthode différente. Face à l'apolitisme et au refus généralisé des chrétiens de participer à l'armée depuis l'origine, ils choisissent d'intervenir directement dans l'organisation de l'Église pour forcer les responsables religieux à approuver une telle participation.
Les Sassanides zoroastriens sont les premiers à essayer de s'attacher le christianisme et faire approuver leurs actions militaires et politiques par la foi croissante. Ainsi, Chapour Ier donne aux chrétiens tout loisir d'évangéliser et de vivre en paix dans son Empire à condition qu'ils « se soumettent aux lois en vigueur », cette politique sera poursuivie par ses successeurs, jusqu'au concile de Séleucie-Ctésiphon, qui marque la soumission de l'Église perse aux volontés du Shah.
Dans l'Empire romain, les aspirations politiques sont similaires,. En 314, l'empereur Constantin, encore païen, qui a besoin du soutien militaire et politique des chrétiens dans sa lutte pour réunifier l'Empire, réunit un concile d'évêques à Arles et leur fait adopter une condamnation des chrétiens « qui jettent leurs armes en temps de paix », sans que ça n'influe réellement sur l'hostilité chrétienne envers l'armée. Il entreprend par ailleurs une série de lois tout autant opposées à la théologie chrétienne, comme l'extension de la torture judiciaire ou des exécutions ainsi qu'un renforcement de l'esclavage, qui avaient pourtant été combattues par les empereurs romains stoïciens et des saints chrétiens comme Athénagore d'Athènes.
Il faut attendre les écrits du semi-arien Eusèbe de Césarée pour voir le début d'une altération de la théologie chrétienne sur le sujet de la guerre. Celui-ci est le plus grand admirateur de l'empereur et le suit dans absolument toutes ses décisions politiques et dogmatiques. Il est le premier auteur chrétien à s'opposer à la tradition apostolique de la condamnation absolue de la guerre et proclame que l'empereur Constantin est au dessus des évêques, et qu'il est le défenseur du christianisme,. Dans sa Vie de Constantin, il propage le récit légendaire de la bataille du pont Milvius et donne un caractère prophétique au souverain, cherchant à renforcer son pouvoir, aussi bien en temps de paix que dans les affaires militaires : 

« Car, ô Empereur, lorsque le loisir t'en sera, tu nous raconteras peut-être toi-même, si tu le veux, les théophanies de ton Sauveur, les innombrables apparitions que tu as eues dans ton sommeil. Je ne parle pas des Révélations qui nous sont interdites mais de celles qu'il a déposées en ton esprit et qui, en ce qui concerne la providence du monde, t'accordent le sentiment de l'intérêt général et de l'utilité commune.
Tu nous exposeras, comme la chose le mérite, (ce que tu as reçu) de Dieu, ton défenseur et ton gardien : l'aide manifeste dans les guerres, la destruction des ennemis... »

Eusèbe dans sa rédaction de l'Histoire ecclésiastique, assure à plusieurs reprises que le refus chrétien de participer à l'armée est principalement dû à l'idolâtrie demandée par les empereurs romains, un point qui ne se retrouve que de manière parcellaire dans les sources du christianisme primitif depuis Jésus-Christ et qui est en tous cas constamment subordonné à l'interdiction de tuer,. Il s'agit pour lui de légitimer la vie militaire maintenant que l'Empire romain souscrit au christianisme et de présenter Constantin comme un libérateur.